# Bôle
Bôle är en ort i kommunen Milvignes i kantonen Neuchâtel i Schweiz. Den ligger cirka 7,5 kilometer sydväst om Neuchâtel. Orten har 2 051 invånare (2023).
Orten var före den 1 januari 2013 en egen kommun, men slogs då samman med kommunerna Auvernier och Colombier till den nya kommunen Milvignes.